# Film TV
Film TV ist eine deutschsprachige, unabhängige Unterhaltungswebsite, die sich mit Filmen und Serien beschäftigt. Sie zeigt Trailer und erstellt Nachrichten zu bemerkenswerten Neuerscheinungen im Kino, bei Netflix, Amazon Prime Video, Sky, im TV und auf Blu-ray.

## Geschichte
Die Website film.tv ging im April 2015 aus der Website trailerseite.de (gegründet 2005) hervor. Die Website ist seitdem im Besitz der Entertainment Media Group AG in Wollerau, Schweiz. Seit 19. August 2015 liefert Film TV die Trailer für die FSK-App (Freiwillige Selbstkontrolle der Filmwirtschaft).
Vermarktet wird Film TV durch die WASD Media GmbH und ist somit Teil des Gameswelt-Netzwerkes. Seitenabrufe und Besuche werden deswegen nicht gesondert in der IVW ausgewiesen, sondern sind inkludiert in der ausgewiesenen Reichweite des gesamten Netzwerkes.

## Webpräsenz
Monatlich verzeichnet Film TV rund 1 Million Visits und gehört damit zu den größten Film- und Serien-Websites im deutschsprachigen Raum. Für die Leser in Deutschland, Österreich und der Schweiz gibt es jeweils eigene Portale, die weitestgehend identisch sind. Das Angebot umfasste Ende 2019 etwa 30.000 Artikel mit Filminformationen samt Trailer, sowie 20.000 News zu Filmen und Serien.
Die Community in den sozialen Netzwerken findet sich auf Facebook (370.000 Fans), Instagram (26.000 Fans) und Twitter (5.000 Follower) (Stand November 2019). Auf YouTube betreibt FILM TV einen Channel mit 14.800 Abonnenten.
Die Redaktion von Film TV beliefert auch mobile Aggregatoren und Portale mit seinen Nachrichten. So gehören z. B. NewsRepublic, upday, Bundle oder Sony NewsSuite zu den Abnehmern.